# Phycodes bushii
Phycodes bushii is een vlinder uit de familie Brachodidae. De wetenschappelijke naam van de soort is voor het eerst geldig gepubliceerd in 1980 door Arita.